# Fonautograaf

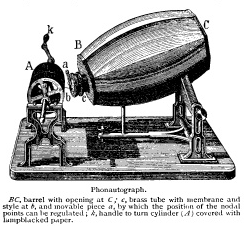
Tekening van een fonautograaf

De fonautograaf (Frans: phonautographe) is een apparaat met een hoorn met een stift eraan die geluidstrillingen vastlegt op een met roet zwartgemaakt stuk papier dat vastgemaakt is op een draaiende trommel. De machine is uitgevonden door de Franse drukker Édouard-Léon Scott de Martinville in 1857.
De fonautograaf was bedoeld voor de wetenschappelijke bestudering van stemgeluid. Scott heeft zijn eigen opnames dus nooit gehoord, aangezien hij niet de mogelijkheid had om de opname weer af te spelen. De opvolger van de fonautograaf, de fonograaf, had deze mogelijkheid wel.
In 2008 slaagden de wetenschappers van het Lawrence Berkely National Laboratory er met behulp van moderne technieken – een optische scan en virtuele stilus – in om een oude tekening van geluidsgolven weer om te zetten in geluid. Het betrof een pas in een Frans archief teruggevonden opname van het volksliedje Au clair de la lune. Het was ingezongen op 9 april 1860, en daarmee is dit de oudst bekende geluidsopname in de geschiedenis. Het fragment werd  op 28 maart 2008 officieel gepresenteerd op een congres in Palo Alto, Californië.